# Horní Újezd (kraj pardubicki)
Horní Újezd – gmina w Czechach, w powiecie Svitavy, w kraju pardubickim. Według danych z dnia 1 stycznia 2014 liczyła 424 mieszkańców.